# Laprugne
Laprugne – miejscowość i gmina we Francji, w regionie Owernia-Rodan-Alpy, w departamencie Allier.

## Demografia
Według danych na rok 1990 gminę zamieszkiwało 509 osób, a gęstość zaludnienia wynosiła 15 osób/km². W styczniu 2015 r. Laprugne zamieszkiwało 351 osób, przy gęstości zaludnienia wynoszącej 10,3 osób/km².